# Isleria
Isleria is een geslacht van vogels uit de familie van de Thamnophilidae. De wetenschappelijke naam van het geslacht is voor het eerst geldig gepubliceerd in 2012 door Bravo, Chesser en Brumfield.

## Soorten
De volgende soorten zijn bij het geslacht ingedeeld:
- Isleria guttata  –  Roodbuikmiersluiper
- Isleria hauxwelli  –  Grijsbuikmiersluiper